# Mont Cleveland
Pour les articles homonymes, voir Cleveland (homonymie).
Le mont Cleveland, aussi appelé volcan Cleveland ou plus simplement Cleveland, est un volcan des États-Unis situé en Alaska, sur l'île Chuginadak.

## Toponymie
Le mont Cleveland est aussi appelé volcan Cleveland ou plus simplement Cleveland, en anglais Mount Cleveland et Cleveland Volcano. En aléoute, le volcan est nommé Chuginadak en l'honneur de la déesse du feu des Aléoutes qui réside dans le volcan.

## Géographie
Le mont Cleveland est situé dans le Nord-Ouest des États-Unis, en Alaska, dans la région de recensement des Aléoutiennes occidentales. Avec 1 730 mètres d'altitude, il constitue le point culminant de l'île Chuginadak et des îles des Quatre-Montagnes,.
Il s'agit d'un stratovolcan aux pentes régulières. Ses éruptions explosives font de lui un volcan gris de la ceinture de feu du Pacifique et produisent généralement des panaches volcaniques accompagnés de fontaines de lave qui peuvent donner naissance à des coulées. Entre chaque éruption, de la vapeur d'eau est émise depuis son cratère sommital.

## Histoire
Depuis que la région est parcourue par les Occidentaux à la fin du XIXe siècle, le mont Cleveland a connu 19 éruptions, la dernière ayant débuté le 19 juillet 2011. L'une de ses éruptions en 1944 a fait la seule victime des volcans des îles Aléoutiennes, un militaire américain.
Le 4 mai 2013, il entre en éruption en libérant un panache de fumée ininterrompu jusqu'à 4 500 mètres d'altitude, obligeant ainsi les autorités de l'aviation civile américaine à dévier par précaution certains vols.

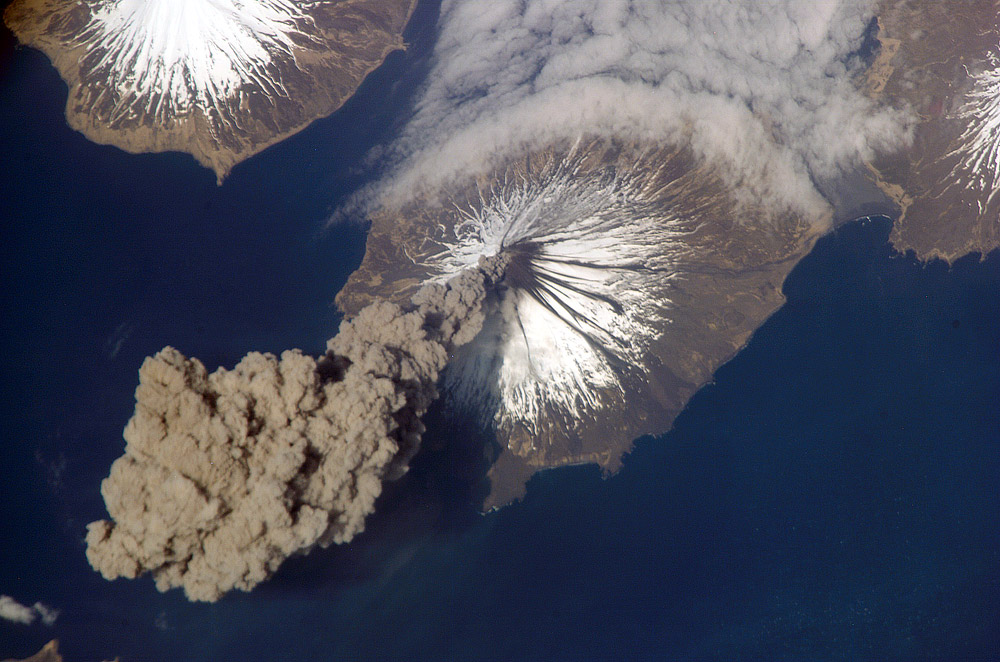
Image satellite d'un panache volcanique s'élevant au-dessus du mont Cleveland le 23 mai 2006.